# بني مبالش (كعيدنة)

تعديل مصدري - تعديل

بني مبالش هي إحدى قرى عزلة سواخ بمديرية كعيدنة التابعة لمحافظة حجة، بلغ تعداد سكانها 170 نسمة حسب تعداد اليمن لعام 2004.